# Bisdom Same

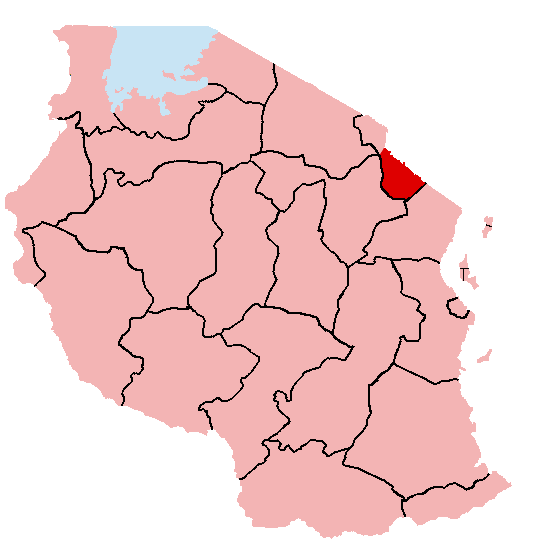
Het bisdom Same binnen Tanzania

Het bisdom Same (Latijn: Dioecesis Samensis) is een rooms-katholiek bisdom met als zetel Same in Tanzania. Het is een suffragaan bisdom van het aartsbisdom Arusha.
In 1909 begonnen de spiritijnen met de evangelisatie van deze regio. In 1963 werd de apostolische prefectuur Same opgericht en in 1977 werd Same verheven tot een bisdom.
In 2017 telde het bisdom 30 parochies. Het bisdom strekt zich uit over de districten Same en Mwanga in de regio Kilimanjaro en heeft een oppervlakte van 10.800 km². Het telde in 2017 750.000 inwoners waarvan 10,9% rooms-katholiek was. 

## Bisschoppen
- Henry J. Winkelmolen, C.S.Sp. (1964-1977)
- Josaphat Louis Lebulu (1979-1998)
- Jacob Venance Koda (1999-2010)
- Rogatus Kimaryo, C.S.Sp. (2010-)